# Toby Stephens
Toby Stephens (ur. 21 kwietnia 1969 w Middlesex Hospital, w Londynie) – angielski aktor teatralny, filmowy, radiowy i telewizyjny.

## Życiorys

### Wczesne lata
Urodził się jako drugi syn pary aktorskiej – Roberta Stephensa (1931–1995) i Dame Maggie Smith (1934–2024). Jego starszy brat Chris Larkin (ur. 1967) został także aktorem. Dużą część dzieciństwa spędził w Kanadzie, gdzie jego matka przeniosła się po rozwodzie w maju 1974. W zależności od kolejnego angażu matki, ciągle podróżował przez Atlantyk.

### Kariera
Swoją karierę zawodową rozpoczął od pełnienia funkcji pomocnika inspicjenta na Chichester Theatre Festival. Po ukończeniu London Academy of Music and Dramatic Art, w 1992 roku zadebiutował na scenie Playhouse w roli Damisa w spektaklu Moliera Świętoszek. W latach 1992–1994 i 2004 występował w Royal Shakespeare Company, gdzie zagrał m.in. w sztukach szekspirowskich: Sen nocy letniej (Lysander), Antoniusz i Kleopatra (Pompejusz), Miarka za miarkę (Claudio). W 1994 roku, za rolę tytułową Caiusa Marciusa Coriolanusa w przedstawieniu Coriolanus otrzymał nagrodę im. Sir Johna Gielguda oraz nagrodę Iana Charlesona.
Na wielkim ekranie pojawił się po raz pierwszy w melodramacie kostiumowym Orlando (1992) z Tildą Swinton w roli tytułowej. Szerszej publiczności stał się znany z udziału w nowatorskiej adaptacji komedii szekspirowskiej Wieczór Trzech Króli, 1996) z Heleną Bonham Carter. Został dostrzeżony w roli fotografa, któremu udało się uchwycić na zdjęciu elfy w dramacie fantasy Fotograf elfów (1997).
W kostiumowym dramacie komediowym Kuzynka Bette (1998) wystąpił jako siostrzeniec tytułowej bohaterki granej przez Jessikę Lange, z którą zagrał rok wcześniej na scenie The Haymarket w sztuce Tennessee Williamsa Tramwaj zwany pożądaniem w reżyserii Petera Halla. Następnie wcielił się w postać Vladimira Leńskiego, przyjaciela Eugeniusza Oniegina w adaptacji dzieła Aleksandra Puszkina Oniegin (1999) z Ralphem Fiennesem. Jednocześnie nie zaprzestał pracy na scenie; szczególnym sukcesem w sezonie 1998/99 cieszyły się grane na scenach londyńskich i nowojorskich role w dwóch tragediach Jeana Racine: Fedra w roli Hippolitosa i Brytanik jako Nero.
Na małym ekranie otrzymał główną rolę Jaya Gatsby'ego w telewizyjnej ekranizacji powieści F Scott Fitzgeralda BBC Wielki Gatsby (2000) z Mirą Sorvino oraz zagrał w produkcji BBC z nurtu niezależnego pt. Zupełnie obcy (2001). W spektaklu Królewska rodzina (2001) partnerował Judi Dench. Stworzył postać egoistycznego profesora uniwersyteckiego w melodramacie Opętanie (2002) u boku Gwyneth Paltrow. Zagrał Gustava Gravesa, przeciwnika agenta 007 w filmie z bondowskiej serii Śmierć nadejdzie jutro (2002).
W międzynarodowym miniserialu obrazującym życie Napoleona Bonaparte Napoleon (2002) pojawił się jako Car Aleksander I. Znalazł się też w obsadzie dramatu historycznego BBC Szpiedzy z Cambridge (2003).
W 2004 roku wystąpił w kolejnej w dorobku szekspirowskiej roli w spektaklu Hamlet w Royal Shakespeare Company.
W 2005 zagrał brytyjskiego oficera Williama Gordona w indyjskim filmie Rebeliant ukazującym, jak wybuchło powstanie sipajów w 1857 roku. W następnym roku wrócił do Indii, by wziąć udział w filmie Sharpe’s Challenge z serii, której głównym bohaterem jest Richard Sharpe. Stevens zagrał tu rolę samozwańczego generała-renegata Williama Dodda. Również w 2006 wystąpił w 4-odcinkowym serialu BBC Jane Eyre jako Edward Rochester. Rola ta przyniosła mu dużą popularność. W 2008 zagrał w 3-odcinkowym serialu kryminalnym Wired.
W 2009 pojawił się w trzeciej serii serialu BBC Robin Hood jako książę Jan.
Często angażuje się również do produkcji radiowych (słuchowiska: Eneida, Dionizos, Toja, Anna Karenina, Działa Nawarony, Opowieści 1001 nocy) i audioksiążek (m.in. Zagadki pustyni dla księgarni Penguin).

### Życie prywatne
Podczas pobytu w Nowym Jorku, w 1999 roku poznał swoją przyszłą żonę – aktorkę Annę-Louise Plowman. Pobrali się 15 września 2001.

## Filmografia

### Filmy fabularne
- 1992: Orlando (Orlando) jako Otello
- 1996: Wieczór Trzech Króli (Twelfth Night: Or What You Will) jako książę Orsino
- 1997: Fotograf elfów (Photographing Fairies) jako Charles Castle
- 1997: Zachody słońca (Sunset Heights) jako Luke Bradley
- 1998: Kuzynka Betty (Cousin Bette) jako Victorin Hulot
- 1999: Oniegin (Onegin)' jako Wladimir Lenski
- 2000: Kosmiczni kowboje (Space Cowboys) jako młody Frank Corvin
- 2000: Ogłoszenie (The Announcement) jako Ross
- 2001: Opętanie (Possession) jako Fergus Wolfe
- 2002: Śmierć nadejdzie jutro (Die Another Day) jako Gustav Graves
- 2004: Zmartwiony Terkel (Terkel i knibe) jako Justin (głos)
- 2005: Rebeliant (The Rising: Ballad of Mangal Pandey) jako kapitan William Gordon
- 2005: Letni sen (El Sueño de una noche de San Juan) jako Demetrius (głos)
- 2006: Redukcja (Severance) jako Harris
- 2006: Mroki duszy (Dark Corners) jako dr Woodleigh
- 2016: 13 godzin: Tajna misja w Benghazi jako Glen „Bub” Doherty

### Filmy telewizyjne
- 1996: Dzierżawca z Wildfell Hall (The Tenant of Wildfell Hall) jako Gilbert Markham
- 2000: Wielki Gatsby (The Great Gatsby) jako Jay Gatsby
- 2001: Zupełnie obcy (Perfect Strangers) jako Charles
- 2003: Szpiedzy Cambridge (Cambridge Spies) jako Kim Philby
- 2004: Londyn (London) jako Casanova
- 2005: Siostra królowej (The Queen’s Sister) jako Anthony Armstrong Jones-Lord Snowdon
- 2006: Najlepszy człowiek (The Best Man) jako Peter
- 2006: Wyzwanie Sharpe’a (Sharpe’s Challenge) jako William Dodd
- 2007: Dziki Zachód (The Wild West) jako generał George Armstrong Custer

### Seriale telewizyjne
- 1992: The Camomile Lawn jako młody Oliver
- 2002: Napoleon jako Car Aleksander I
- 2003: Poirot jako Philip Blake
- 2005: Budząc zmarłych jako dr Nick Henderson
- 2006: Dziwne losy Jane Eyre jako Edward Fairfax Rochester
- 2010-2012: Vexed
- 2014: Piraci jako kapitan James Flint
- 2018: Zagubieni w kosmosie jako John Robinson
- 2024: Percy Jackson & The Olympians jako Posejdon